# 俄羅斯入侵烏克蘭的外國援烏志願者
在俄罗斯入侵乌克兰后，2022年2月27日，乌克兰总统泽连斯基呼吁全球人士前往各驻乌大使馆，报名加入“国际志愿军”。烏克蘭外交部長德米特羅·庫萊巴在推特上稱「任何想加入保衛烏克蘭、歐洲和世界和平的人都可以前來與烏克蘭人並肩作戰，共同打擊俄羅斯。」

## 程序
外國公民加入乌克兰武装部队的申請、審核流程通常要兩到四個月，俄羅斯入侵後該審查時間大幅縮短，以利外籍志願者迅速投入戰鬥及救助。該申請可在烏克蘭駐各國大使館完成。加入烏克蘭正規武裝部隊的外國人在服役合同期間將獲得烏克蘭臨時居留權，通常為期三年。加入志願組織為戰爭做出貢獻的外國人必須通過其他方式獲得臨時居留權。
2022年3月1月，澤倫斯基簽署了一項行政命令，允許外國志願者免簽證入境烏克蘭。

## 统计
自乌克兰2014年民主革命之后，已有近4,000名外国志愿者加入了乌克兰军队。
國際媒體估計，截至2021年底，約17,000名志願者組成國際志願軍與烏克蘭國防軍一同抵禦俄羅斯，其成員來自美國、加拿大、挪威、瑞典、丹麥、波羅的海三國、英國、德國、法國、奧地利、希臘、波蘭、白俄羅斯、俄羅斯、哈薩克斯坦、烏茲別克斯坦、克羅埃西亞、塞爾維亞、阿爾巴尼亞、喬治亞、亞塞拜然、澳大利亞、墨西哥等世界各地，也有來自日本、韓國、台灣與印度的亞洲志願者加入；其中志願兵人數最多的族裔為白俄羅斯人及喬治亞人。許多人本身是原國籍的退伍軍人或特種部隊成員。
2022年3月2日，烏克蘭駐日本大使館證實，已有70名日本人加入烏克蘭的國際志願軍團，當中許多人為前自卫队成員，也包含兩位曾在法国外籍兵团受訓的日本人。
2022年3月7日，烏克蘭外長库列巴稱截至當天有超過20,000名來自世界各地的志願者加入乌克兰领土防卫国际战队。